# Jaltakonferencen
Jaltakonferencen var et topmøde der blev afholdt fra den 4. til den 11. februar 1945 mellem statslederne fra USA (Franklin D. Roosevelt), Storbritannien (Winston Churchill) og Sovjetunionen (Josef Stalin). Mødet blev afholdt i forlængelse af Casablanca-konferencen (1943) og Teherankonferencen (1943) og skulle koordinere de tre stormagters krigsindsats mod Nazi-Tyskland under 2. verdenskrig.
Mødet fandt sted i Livadiapaladset, zarfamiliens tidligere sommerresidens nær byen Jalta på Krim i Sovjetunionen. Emnet var de allieredes krigsførelse i selve Tyskland. Størst interesse knyttede sig til de tre lederes aftaler og planer for efterkrigstiden. Indirekte var aftalen, som konferencen kom frem til – Jalta-aftalen – en af årsagerne til den kolde krig. Den kaldes også Krim-konferencen og havde kodenavnet Argonaut-konferencen.

## Jalta-aftalen
Dokumentet fordeler krigsindsatsen mellem stormagterne ved at beskrive, hvordan og ikke mindst af hvem aksemagternes territorier skulle indtages og besættes. Dokumentet beskriver også den dominans, som hver af stormagterne skulle have over territorierne. Hovedpunkterne var:
- Der var enighed om at prioritere Nazitysklands ubetingede overgivelse.

- Tyskland skulle underlægges en afmilitarisering og afnazificering.

- Frankrig anerkendes som en fjerde krigsherre i Alliancen.

- De første tiltag til oprettelsen af de Forenede Nationer gøres (Artikel 1).

- Stalin krævede – ifølge Winston Churchill – en sikkerhedsring af satellitstater omkring Sovjetunionen. Det havde allerede været på tale under de mere uformelle stunder på Moskvakonferencen (1944) (en) mellem Stalin og Churchill i oktober 1944. Churchill havde dengang opremset en række lande i Sydøsteuropa. Den sovjetiske leder bekræftede dette ved at krydse punkterne af, efterhånden som de blev enige.[2] På Churchills seddel stod der:
  - Rumænien: Sovjetunionen 90 % – de andre 10 %,
  - Grækenland: Storbritannien 90 % – Sovjetunionen 10 %
  - Jugoslavien: 50 % – 50 %,
  - Ungarn: 50 % – 50 %,
  - Bulgarien: Sovjetunionen 75 % – de andre 25 %
Lande som Danmark og Norge skulle domineres af Storbritannien. Østrig og Tyskland skulle besættes af de allierede stormagter i tre besættelseszoner — en sovjetisk, en amerikansk og en britisk; ud af britisk og amerikansk besat område blev der også udsondret et fransk besættelsesområde. Hovedstæderne Wien og Berlin skulle ligeledes deles i lige store okkupationszoner.

- Tyskland skulle pålægges krigsskadeerstatning i form af tvangsarbejde leveret af tyske soldater og i form af inddragelse af det tyske produktionsapparat; det sidste var en del af Sovjetunionens kompensation for de enorme ødelæggelser, som tyskerne havde forvoldt på sovjetisk territorium. Desuden udgjorde det en kompensation for den begrænsede mængde industri, der var i den sovjetisk besatte del af Tyskland.
- Polen skulle have sine erstatninger fra den sovjetiske zone. Andre tredjelande skulle hente deres erstatninger fra de tre vestlige besættelseszoner. Den oprettede Polske Republiks provisoriske regering skulle "reorganiseres på en bredere demokratisk basis"[3], og landets territorium blev "flyttet". Den del af Polen, som Sovjetunionen havde besat til Curzonlinjen i 1939, blev indlemmet i Ukraine og Hviderusland og forblev således en del af Sovjetunionen. Som kompensation fik Polen territorier af Tyskland, frem til Oder-Neisse-linjen.

- Sovjetiske og jugoslaviske statsborgere skulle uden deres samtykke udleveres til deres respektive lande.

- Der blev truffet aftale om en konference, der skulle bestemme De forenede Nationers vedtægter og indstifte organisationen.

- Nazistiske krigsforbrydere skulle arresteres og stilles for en domstol.

- Sovjetunionen forpligtede sig til at gå ind i krigen mod Japan senest tre måneder efter Tysklands kapitulation under en række forudsætninger (erklæringens afsluttende bestemmelser), hvoraf de vigtigste var:

- Der indgås en aftale om Fjernøsten, hvorved status quo for Den mongolske folkerepublik fastholdes, og Sakhalin-halvøen og øgruppen Kurilerne tilfalder Sovjetunionen.

- Der oprettes et samarbejde mellem Sovjetunionen og Republikken Kina repræsenteret ved Generalissimo Chiang Kai-shek.

## Følger
Jalta-aftalen trak lange spor i tiden efter 2. verdenskrig og forklarede en stor del af forudsætningerne for den kolde krig. Da Jaltakonferencen ikke fastlagde selve fordelingen af krigsskadeerstatningen, flyttedes det til en konference i Moskva i vinteren 1945. Her blev man ikke enig, og spørgsmålet blev udsat til stor misfornøjelse for Stalin. Sandsynligvis tolkede han uenighederne fra Jalta som det første tegn på en vestlig, fælles front mod Sovjetunionen.[kilde mangler]
Aftalen bidrager i øvrigt til forklaringen på, hvorfor britiske styrker uantastet af andre sejrsmagter kunne gribe ind mod de kommunistisk orienterede, demokratiske partisaner i den græske borgerkrig 1946-1948, og hvorfor Jugoslavien i 1948 kunne erklære sig alliancefrit og dermed balancere mellem en vestlig (britisk, amerikansk) og østlig (sovjetisk) interessesfære i Europa.

## Fodnoter
1. ↑  den fulde tekst findes her: http://www.ibiblio.org/hyperwar/Dip/yalta-cnf.html
2. ↑  (Churchill, Second World War, VI., London 1956)
3. ↑  erklæringens artikel VII. Fortolkningen gav kort efter anledning til en diplomatisk konfilkt mellem Storbritannien og Sovjetunionen – og er baggrunden for, at Winston Churchill bad sine militære ledere udarbejde planer for 'Operation Unthinkable', der først i 1998 blev deklassificeret. USA ønskede ingen konflikt på det polske spørgsmål, så længe man stadig var i krig med Japan.

44°28′04″N 34°08′36″Ø / 44.467777777778°N 34.143333333333°Ø